# Tunable Mimoid
Pour plus de détails, voir Fiche technique et Distribution.
Tunable Mimoid est un film d'animation de court métrage australien réalisé par Vladimir Todorovic et sorti en 2020.

## Fiche technique
- Titre anglais : Tunable Mimoid
- Réalisation : Vladimir Todorovic
- Scénario : Vladimir Todorovic
- Décors :
- Costumes :
- Animation :
- Photographie :
- Montage :
- Musique : Brian O'Reilly
- Son :
- Producteur : Vladimir Todorovic
- Société de production : Hoopsnake Studio
- Société de distribution :
- Pays d'origine :  Australie
- Langue originale : sans dialogue
- Format : couleur
- Genre : Animation
- Durée : 7 minutes
- Dates de sortie :
  - Australie : 2 décembre 2020
  - France : 14 juin 2021 (Annecy)

## Distinctions
- 2021 : Prix du film Off-Limits au festival international du film d'animation d'Annecy